# Atolón Huvadhoo
Huvadhu o Huvadhoo es un atolón de las Maldivas. Ubicado en el sur del país de las Maldivas, ahora dividido en dos áreas administrativas: Atolón Gaafu Alif siendo la parte norte, y al sur Atolón Gaafu Dhaalu. En las cercanías del arrecife hay muchas islas habitadas.
Huvadu es el atolón más grande del mundo, sin contar los atolones sumergidos como el Gran Bajío de las Chagos o Saya de Malla, ambos situados también en el Océano Índico.